# اولیویه بلوندل
اولیویه بلوندل (انگلیسی: Olivier Blondel؛ زادهٔ ۹ ژوئیهٔ ۱۹۷۹) بازیکن فوتبال اهل فرانسه است.
از باشگاه‌هایی که در آن بازی کرده‌است می‌توان به باشگاه فوتبال استراسبورگ، باشگاه فوتبال لو آور، باشگاه فوتبال تروا، و باشگاه فوتبال تولوز اشاره کرد.